# Тапсашар Марк Федорович
Марк Федорович Тапсашар (1872, Одеса — 1904, Порт-Артур) — відомий караїмський військовий, поручик імператорської армії, який геройськи загинув під час російсько-японської війни.
Біографічних даних про Марка Тапсашара обмаль. Відомо лише про участь його у війні та подальше вшанування.

## Біографія
Марк Тапсашар народився в Одесі в 1872 році. По закінченні караїмського мідраша і навчань на дому зумів вступити до Одеського юнкерського училища. Після училища пішов на військову службу до імператорського війська.
У 1904 році служив на сході Російської імперії, там його й застала війна Росії та Японії. Служив він у Квантунському флотському екіпажі й був командиром 7-ї роти. Тривалий час брав участь у локальних сутичках по береговій лінії довкола Порт-Артура.
Загинув у ніч з 15 на 16 жовтня 1904 року, коли його підрозділ змушений був відбити потужну атаку японських військових сил, а потім контратакував (у військовій історії це подається як «контратака Тапсашара»). Підручні поручика Тапсашара вибили супротивника з його ж окопів та примусили втікати з поля бою. Однак більша частина роти загинула, разом із командиром, якого найшли наступного дня в оточенні 16 заколотих японських солдатів.
Японці забрали тіло героя з поля бою (так у них шанували військових героїв, навіть ворогів), потім передали назад росіянам, а з шаблі зробили копію та відправили до імператорського музею бойової слави в Токіо. Легенда про мужність караїма відома японським школярам, оскільки вона описана в їх підручниках коли розповідаються події війни 1904–1905 років.
Поручика Марка Тапсашара було поховано на Ляотешанському кладовищі в Порт-Артурі (могила не збереглася). Водночас, за караїмськими звичаями, найбільш відомих караїмів, що померли чи загинули за межами Криму вшановували перепохованням на їхньому національному караїмському некрополі (поблизу Чуфут-Кале). Там, майже при вході, згідно з караїмською традицією, встановлено безмогильний пам'ятник «йолджі таш».
Для караїмів Тапсашар Марк Федорович став уособленням караїмської військової доблесті та мужності. На честь нього складені легенди та пісні.

## «Контратака Тапсашара»
Головним автором, який доніс до сучасників інформацію про героя-караїма в російсько-японській війні виявився інший відомий караїмський військовий — Яків Кефелі (доктор медичних наук та генерал), який описав подвиг Тапсашара і залишив детальні спогади про російсько-японську війну, як один із небагатьох караїмів-військових, учасників війни.
Спомини Якова Кефелі про події під Порт-Артуром, в 1904–1905 роках, надруковані в книжці «Порт-Артур. Воспоминания участников», у Нью-Йорку в 1955 році
У долинці була тиша, темрява могили і безлюддя пустелі. Тільки за яром, через місток самотньо стояв, ледь помітний в імлі, давно вже обезлюднений невеликий дерев'яний барак командира 7-ї роти Квантунського флотського екіпажу, поручика Тапсашара.

Ми попрямували до будиночка і зупинилися на містку. Ні Тапсашара, ні його роти вже не було. Вони загинули в ніч з 15 на 16-те жовтня попереду форту № 3 під час вилазки, вибивши японців з трьох рядів окопів, і тим врятували форт, на який 17 жовтня, через добу, ворог накинувся усією своєю потугою під час генерального штурму фортеці.

Не вийшло у нього! І форт уцілів! І штурм був відбитий!

Свіжа рота Тапсашара з морського резерву з такою силою кинулася на ворога, що з 160 осіб при першому ж, що вразив навіть генерала Ногі і самого мікадо, натиску, був убитий попереду роти її командир і 60 матросів. Залишившись на руках унтер-офіцерів, рота ще протягом усього дня утримувала зайняті окопи і вночі, на 17-те, передала їх новому, змінному підрозділу.

За добу рота втратила увесь особовий склад (залишились тільки поранені та вбиті). Вціліли неушкодженими тільки 2 матроса (артільщик і кухар) і солдат — вістовий командира роти (усі троє не були в бою). За відсутністю складу та резервів для відновлення, сьома рота Квантунского флотського екіпажу була, за наказом по екіпажу, розформована.

Особисто я пам'ятаю про поручика Тапсашара наступне. Познайомився я з ним випадково, в квітні 1904 року. Я сидів у канцелярії нашого Квантунского флотського екіпажу у скарбника Клафтона і від нудьги став розглядати роздавальну відомість на платню офіцерам.

Бачу дивне прізвище — Тапсашар. Я ніколи не чув такого прізвища у кримських караїмів і не помітив би його, якби відразу не звернув уваги на його переклад: "Тапсаашар, що тюркською мовою означає: «якщо знайде, то з'їсть», Є навіть у нас така приказка: тапса- ашар, тапса-басара. Мені відразу прийшла думка, чи він не караїм часом, і я запитав у Клафтона:

 — Хто цей офіцер?

 — До нас призначений з 5-го Східно-Сибірського полку, інструктор для новобранців.

 — Передайте йому, що я хотів би бачити його, — попросив я скарбника. Дізнавшись моє прізвище, добре відоме у кримських караїмів, Тапсашар скоро зі мною познайомився. Нам обом здавалося тоді, що ми єдині караїми в Порт-Артурі, і, як не дивно, обидва опинилися у флоті і в одній частині. Пізніше доля нас зблизила.

Коли почалася тісна облога, 1-й морський санітарний загін, яким я командував, входив до складу дивізії генерала Кондратенко, після відступу з Зелених гір, був призначений на 1-у бойову ділянку фортеці, попереду Хрестової батареї, біля самого морського берега. Також там стояли бараки 7-ї роти Квантунского екіпажу, якою командував поручик Тапсашар. Окопи на лінії оборони, які він займав, були на схилі невеликого пагорба, який поділяв нас.

До жовтня японці не штурмували цієї ділянки фортеці, а обмежувалися лише бомбардуваннями з великих гармат. Життя було тихим, я і мої помічники, студенти 5-го курсу Військово-медичної Академії Лютинський і Підсосов, перезнайомилися і подружилися з усіма офіцерами навколишніх рот і батарей, особливо з поручиком Тапсашаром, найближчим нашим сусідом. У великій дружбі були з ним мої студенти: були партнерами в карти — любили цей спорт.

Лютинський, фотограф-любитель, багато разів знімав сьому роту і її командира та залишив видимі сліди тих страдних днів нашої молодості. Фотографії ці надруковані в «Правді про Порт-Артур». Скромні обличчя цих юнаків, матросів і солдатів, обриси їх молодих начальників, офіцерів, колишніх наших друзів і приятелів, воскрешають в моїй пам'яті далеке минуле, тепер мною викладене.

На початку жовтня, рота Тапсашара, зі спокійної позиції в окопах попереду Хрестових батарей, була переведена в резерв штабу генерала Горбатовського і розташувалася за Володимирською гіркою, в ній же влаштованих тимчасових бліндажах, покритих рейками.

Половина мого загону через кілька днів теж була переведена до штабу генерала Горбатовського.

Тапсашар запросив мене до себе в бліндаж на обід. Йшов обстріл цього місця шрапнеллю, яка тарабанила часто по рейковому даху нашого бліндажика, настільки низького, що в ньому було вільно тільки сидіти. Ходити ж можна було тільки зігнувшись.

Денщик пригостив нас з ротного котла, і ми стали пити турецьку каву. Поручик Тапсашар докладно розповідав мені, що сьогодні на світанку сам генерал Горбатовський водив його по укріпленнях, щоб показати, що він повинен завтра, як трохи почне світати, зробити зі своєю ротою.

Японці дуже близько підвели до краю нашого форту свої окопи і криті ходи. Немає сумніву, що в найближчий штурм, до якого вони явно готуються, їх удар буде спрямований на це важливе місце, якому загрожує небезпека. Потрібно очистити найближчі до форту окопи від ворога.

Протягом двох наступних ночей генерал вже посилав дев'яту і восьму роти Квантунського екіпажу для тієї ж мети, але, незважаючи на значні втрати, вони успіху не добилися. Це були роти штабс-капітана по адміральству Матусевича (дев'ята) і поручика-стрільця Міняти (восьма). Тапсашар докладно пояснив мені, що треба зробити, щоб домогтися успіху, і в чому була помилка його попередників. У цей час знову сильно забарабанила шрапнель по даху нашого бліндажа.

Я подумав: якщо тут так барабанить, то краще зловжити гостинністю і випити ще кави, ніж вилізти назовні. Що ж буде завтра на світанку, коли сьома рота нашого екіпажу (я також значився в 376 Квантунськом екіпажі) піде виконувати завдання Горбатовського?

Барабанний дріб шрапнелі перервав професійну ажитацію офіцера-інструктора. Його пожвавлення якось зав'яло, він задумався на хвилину, потім розстебнув борт сюртука і став нишпорити в боковій кишені.

 — Вчора вночі я багато програв у карти. Не щастило. У мене залишилося тільки триста рублів. Якщо ви благополучно повернетеся додому, передайте їх моїй матері … Вони мені більше не потрібні, — на хвилину замислившись додав Тапсашар і вручив мені три сотенні папірці.

У цю ніч на перев'язочному пункті, що в сараї біля штабу Горбатовського, я був нічним черговим лікарем. Було відносно тихо, і близько півночі я задрімав на нарах, звичайно, не роздягаючись. Там ніхто не роздягався тижнями. Близько 4:00 ранку я був розбуджений раптовою страшною стріляниною нашої артилерії з найближчих фортів і залпами ворога.

 — Ну, думаю, сьома рота пішла в атаку. Через півгодини стали прибувати поранені. Було темно. Все це були поранені навколишніх частин і укріплень, втягнутих у загальний план наступу.

Незабаром по одинці стали з'являтися і матроси 7-ї роти. Хтось у натовпі, що скупчився в темряві біля дверей сараю, крикнув:

 — Ротного вбили! Ротного вбили!

У мене тьохнуло серце — чи не Тапсашара? У цей момент я перев'язував важко пораненого татарина-стрільця, унтер-офіцера 7-ї роти, мені добре знайомого ще з-під Хрестових гір. Він був поранений осколком снаряда в череп. Йому знесло частину черепної кістки, і тверда мозкова оболона була оголена абсолютно і різко пульсувала, заливаючись кров'ю.

…

Поранені все приходили, і їх приносили десятками з навколишніх частин і нашої 7-ї роти. Підійшли й інші лікарі, але ми ледве встигали відправляти одних, як приносили нових.

На ранок, коли зійшло сонце, з навколишніх батарей і укріплень побачили наступну картину. Далеко вниз під фортом № 3 лежав у сірій шинелі і чорній папасі поруччик Тапсашар. Він тримав у правій витягнутій руці оголену шашку, спрямовану вістрям у бік ворога. Навколо нього вінком лежало близько 60 трупів матросів, юнаків останнього призову, яких він інструктував сам і сам же повів їх в перший і останній славний бій.

Картину цю з фортів спостерігали майже без змін кілька днів і після відбиття жовтневого штурму. Але потім, за одну ніч, тіло поруччика Тапсашара зникло. Матроси ж, полеглі біля нього, залишалися як і раніше на місці битви.

…

Коли перемир'я закінчилося, знову почалася стрілянина з обох сторін. Взаємне каліцтво і взаємне вбивство випадкових, невідомих жертв з обох сторін, без перерви тяглося вже шість місяців, і увійшло знову в норму.

Головний штурм в листопаді японська армія здійснювала на західному фронті, на горі Високій, тому на східній можливі були ніжності, начебто прибирання поранених.

На наступний день після перемир'я в ту ж годину і в тому ж місці, як напередодні, знову з японського окопу несподівано здійнявся білий прапор і заграв сурмач. Незабаром такий же був піднятий і з нашого боку.

Коли стихла стрілянина на ділянці і парламентарі зустрілися, японці вручили російським солдатам, в подарунок, кілька кошиків з наїдками та напоями. Після цього вдалині з японського окопу вийшло кілька японських солдатів. Вони підняли на плечі якийсь ящик і піднесли його до місця зустрічі парламентарів. Японці пояснили росіянам, що це тіло російського офіцера, який вибив два батальйони японців з окопів під самим гласисом форту, в середині жовтня. Про цей подвиг російського військового було донесено мікадо. У відплату за шаблю самурая, їм повернуту, вони тепер повертають тіло цього сміливця.

## «Шабля Тапсашара»
Після бою тіло поручика Тапсашара було винесене японськими бійцями. Шаблю, від якої загинуло більше 16 японських солдат, було передано до столиці Японії, в імператорський палац (як шаблю великого воїна). Імператор залишив її у себе і доручив зробити її копію та виставити в їх національному музеї — Музеї бойової слави.
Коли ж було підписано перемир'я, то імператор ще раз згадав про країмського воїна і, в знак поваги до мужності російських військ, японський імператор повідомив про стійкість та мужність Тапсашара, повернувши шаблю воїна російському царю. Про цей епізод війни оповідається в японській школі та згадується під час екскурсій (до музею чи інших місць військових баталій).

## Вшанування героя
Через кілька днів після бою японці, неочікувано, попросили перемир'я (на тій ділянці фронту), і з почестями повернули тіло загиблого Тапсашара. Гарнізонний лікар Яків Кефелі прийняв його і помістивши на воза відправив на поховання. Наступного ранку 12 рота Квантунського екіпажу проводила свого ротного в останню путь на Ляотешанське кладовище.
Окрім звичного військового похованя полеглого, яке відбулося в Порт-Артурі, караїми вирішили, згідно своєї традиції, вшанувати героя. Дізнавшись про мужність свого воїна, караїмська спільнота встановила на головній алеї національного караїмського некрополя в Чуфут-Кале, безмогильний пам'ятник «йолджі таш», де на могильній плиті відзначено:
|  | На честь доблесного сина караїмського народу, командира 7-ї роти Квантунского флотського екіпажу поручика Тапсашара, героїчно загиблого за царя і Батьківщину в бою 16 жовтня 1904 під Порт Артуром, попереду зміцнення його. |

Для самих караїмів мужність Марка стала поштовхом до його шанування через усну творчість, надто популярну серед них. Так була складена народна караїмська пісня про Порт-Артур, в якій є рядки про героїзм їхнього одноплемінника:
|  | Бизим поручик Тапсашар Эм къараман, эм батыр. Японларны пек къырып, Аналарын агълатыр. |